# Democidio

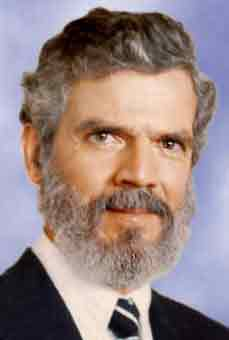
Fotografía del Investigador Rudy Rummel, creador del término Democidio.

Democidio es un término creado por el investigador político R. J. Rummel con la intención de crear un concepto más amplio que la definición legal de genocidio. El democidio se define como «el asesinato de cualquier persona o personas por parte de un gobierno, incluyendo genocidio, asesinatos políticos y asesinatos masivos».

## Definición
Según Rummel, genocidio tiene tres significados diferentes. Su uso más común corresponde con el asesinato, por parte de un gobierno, a una población por razones como su nacionalidad, etnia o religión. El significado legal de genocidio se refiere al tratado internacional, la Convención para la Prevención y la Sanción del Delito de Genocidio. Éste incluye también decisiones no letales que tengan como conclusión la eliminación del grupo, tales como impedir los nacimientos en ese grupo de personas o forzar a que los hijos sean transferidos a otro grupo social.
Un significado extendido de genocidio es similar a su significado ordinario pero incluye asimismo los asesinatos gubernamentales de opositores políticos y otros asesinatos intencionados. Fue para evitar la confusión relacionada con los anteriores significados por lo que Rummel creó el término democidio para este tercer significado.